# Morris Kirksey
Morris Marshall Kirksey (Waxahachie, Texas, 13 de setembre de 1895 - Stanford, Califòrnia, 25 de novembre de 1981) va ser un atleta i jugador de rugbi a 15 estatunidenc que va competir a començaments del segle xx.
Nascut a Texas, quan tenia uns 13 anys es traslladà a viure a la zona de San Francisco, on el 1913 es graduà a la Palo Alto High School.
El 1920, als Jocs Olímpics d'Anvers, disputà tres proves del programa d'atletisme. En els 4x100 metres relleus guanyà la medalla d'or, en els 100 metres la de plata i en els 200 metres quedà eliminat en semifinals. En aquesta mateixa edició dels Jocs va jugar amb la selecció dels Estats Units de rugbi a 15 que guanyà la medalla d'or.

## Millors marques
- 100 metres llisos. 10.6" (1919)
- 200 metres llisos. 21.6" (1920)[2]